# José Luis Martínez Jiménez
José Luis Martínez es un ciclista español nacido el 27 de abril de 1979 en la localidad de Murcia (España).
Debutó como profesional en 2001 con el equipo Jazztel-Costa de Almería.
En 2006, en el marco de la Operación Puerto, fue identificado por la Guardia Civil como cliente de la red de dopaje liderada por Eufemiano Fuentes, bajo el nombre en clave Martínez. Martínez no fue sancionado por la Justicia española al no ser el dopaje un delito en España en ese momento, y tampoco recibió ninguna sanción deportiva al negarse el juez instructor del caso a facilitar a los organismos deportivos internacionales (AMA, UCI) .
El 23 de enero de 2013 fue detenido por la policía nacional, junto con otras tres personas, por adquirir a través de internet anabolizantes y distribuirlos entre deportistas y gimnasios de las provincias de Murcia y Alicante.

## Palmarés
Aún no ha conseguido ninguna victoria como profesional.

## Equipos
- Jazztel-Costa de Almería (2001-2002)
- Paternina-Costa de Almería (2003)
- Comunidad Valenciana (2004-2006)